# Григорій Сковорода (срібна монета)
«Григо́рій Сковорода́» — срібна ювілейна монета номіналом 1000000 карбованців, яку випустив Національний банк України. Її присвятили великому українському філософу і науковцю XVIII століття Григорію Савичу Сковороді (1722—1794 роки).
Монету введено в обіг 21 червня 1996 року. Вона належить до серії «Видатні особистості України».

## Опис та характеристики монети
| Номінал карб. | Метал            | Маса, грам    | Діаметр, мм. | Якість виготовлення | Гурт     | Тираж, штук |
| ------------- | ---------------- | ------------- | ------------ | ------------------- | -------- | ----------- |
| 1 000 000     | срібло 925 проби | 15,55 / 16,81 | 33,0         | пруф                | рифлений | 10 000      |

### Аверс
На аверсі монети в центрі кола, утвореного намистовим узором, знаходиться зображення малого Державного Герба України в обрамленні з двох боків гілками калини. Над гербом розміщена дата 1996 — рік карбування монети, під гербом — у два рядки по колу напис «1 МІЛЬЙОН», який позначає номінальну вартість монети (число 1000000 розміщено в розриві намистового узору). Між зовнішнім кантом і намистовим узором вгорі по колу напис «УКРАЇНА», унизу «КАРБОВАНЦІВ». Ліворуч і праворуч від цифри 1 розмістили позначення і проба дорогоцінного металу «Ag 925» та його вага у чистоті «15,55». Зовнішній кант виступає над поверхнею монети.

### Реверс

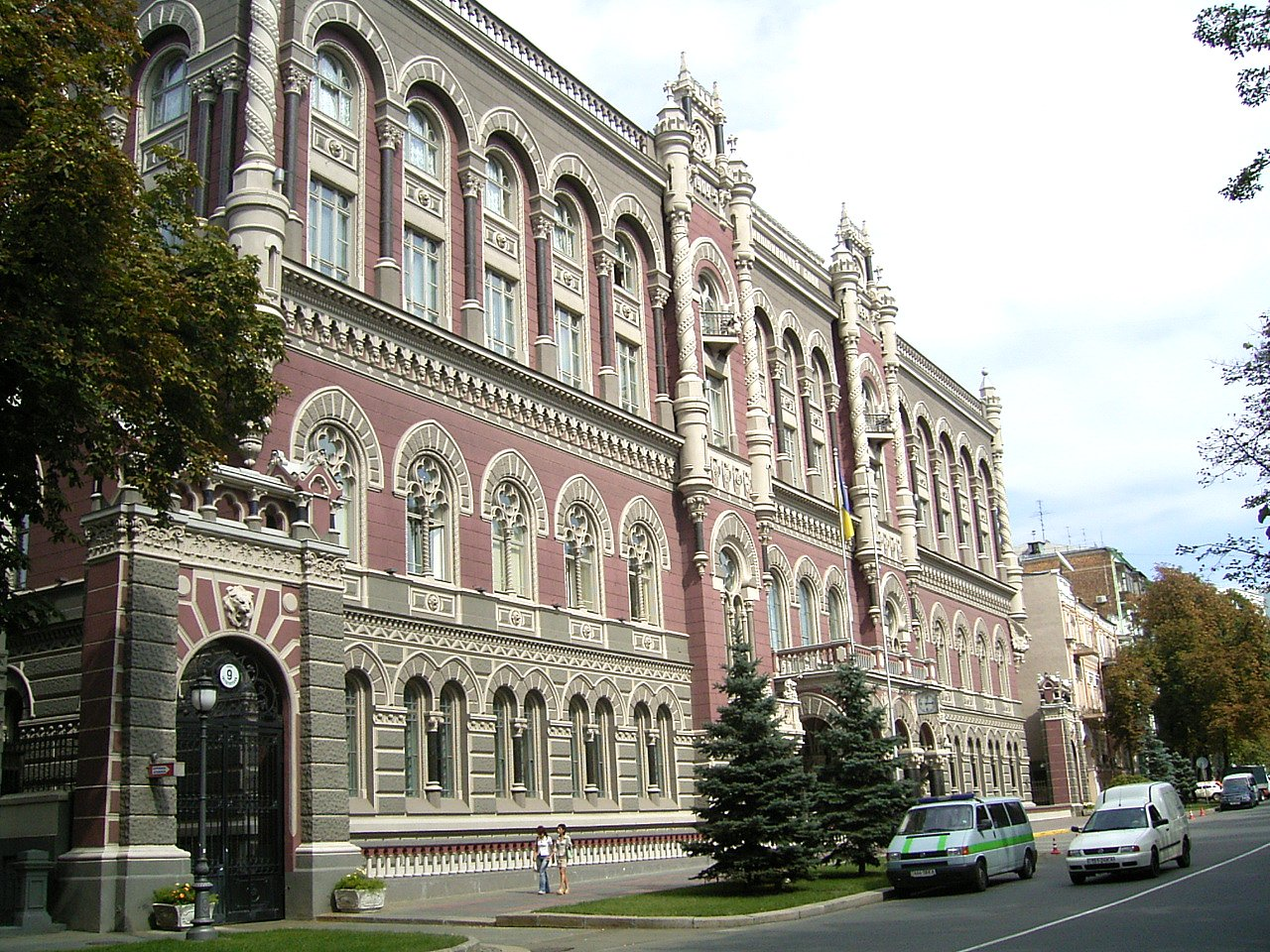
Будівля Національного банку України

На реверсі монети в центрі розмістили портрет видатного українського просвітителя, філософа, поета XVIII століття Григорія Савовича Сковороди. Ліворуч від портрета відтворили відбиток особистої печатки Г. Сковороди. По колу монети написи: ліворуч «ГРИГОРІЙ СКОВОРОДА», праворуч «1722-1794» — роки народження і смерті Г. Сковороди.

## Автори
- Художники: Олександр Івахненко (аверс), Тетяна Прохорова (реверс).
- Скульптори: Олександр Хазов (аверс), Вячеслав Харламов (реверс).

## Вартість монети
Ціна монети — 322 гривні, була зазначена на сайт Національного банку України 2011 року.
Фактична приблизна вартість монети, з роками змінювалася так:
| Рік        | 2010 | 2011 | 2012 | 2013 | 2014 | 2015 | 2016 | 2017 | 2018 | 2019 | 2020  | 2021  | 2022  | 2023  | 2024  | 2025  |
| ---------- | ---- | ---- | ---- | ---- | ---- | ---- | ---- | ---- | ---- | ---- | ----- | ----- | ----- | ----- | ----- | ----- |
| Ціна, грн. | 600  | 600  | 600  | 500  | 450  | 450  | 700  | 700  | 900  | 900  | 1 050 | 1 100 | 1 500 | 5 700 | 3 500 | 6 100 |